# Jacksonville (Ohio)
Jacksonville és una població dels Estats Units a l'estat d'Ohio. Segons el cens del 2000 tenia 544 habitants.

## Demografia
Segons el cens del 2000, Jacksonville tenia 544 habitants, 221 habitatges, i 140 famílies. La densitat de població era de 807,8 habitants/km².
Dels 221 habitatges en un 32,1% hi vivien nens de menys de 18 anys, en un 48,9% hi vivien parelles casades, en un 11,3% dones solteres, i en un 36,2% no eren unitats familiars. En el 31,7% dels habitatges hi vivien persones soles el 15,4% de les quals corresponia a persones de 65 anys o més que vivien soles. El nombre mitjà de persones vivint en cada habitatge era de 2,46 i el nombre mitjà de persones que vivien en cada família era de 3,09.
Per edats la població es repartia de la següent manera: un 26,5% tenia menys de 18 anys, un 7,2% entre 18 i 24, un 30,1% entre 25 i 44, un 21,7% de 45 a 60 i un 14,5% 65 anys o més.
L'edat mediana era de 37 anys. Per cada 100 dones de 18 o més anys hi havia 84,3 homes.
La renda mediana per habitatge era de 24.018 $ i la renda mediana per família de 30.556 $. Els homes tenien una renda mediana de 26.500 $ mentre que les dones 17.188 $. La renda per capita de la població era de 13.900 $. Aproximadament el 20,1% de les famílies i el 24,5% de la població estaven per davall del llindar de pobresa.

## Poblacions més properes
El següent diagrama mostra les poblacions més properes.